# José Humberto Quintero Parra
José Humberto Quintero Parra (Mucuchíes, 22. rujna 1902. — Caracas, 8. srpnja 1984.), je bio prvi venezuelanski rimokatolički kardinal i nadbiskup Caracasa.

## Životopis
José Quintero Parra je rođen u Mucuchíesu u obitelji Genara Quintera i Perpetue Parre. Kršten je 31. listopada 1902. godine. Studirao je na sjemeništu u Méridi i Papinskom sveučilištu Gregoriana u Rimu (gdje je dobio doktorate iz teologije i kanonskog prava). Zaređen je za svećenika 22. kolovoza 1926. Quintero je tada bio župnik u Méridi do 1929. godine, kada je imenovan privatnim tajnikom nadbiskupa u istom gradu. Kao tajnik nadbiskupa Chacona služio je do 1934. godine, bio je i tajnik nadbiskupske kurija i generalni vikar Méride od 1929. do 1953. godine.
7. rujna 1953. godine, Quintero je imenovan pomoćnim nadbiskupom Méride i naslovnim nadbiskupom Achride. Biskupsku posvetu je primio 6. prosinca 1953. Quintero je kasnije imenovan nadbiskupom Caracasa, 31. kolovoza 1960. godine.
Papa Ivan XXIII. ga je zaredio za kardinala svećenika crkve Ss. Andrea e Gregorio al Monte Celio, na konzistoriju od 16. siječnja 1961. Tako je Quintero postao prvi venezuelanac član kardinalskog zbora. Bio je kardinal birač na konklavi 1963. kada je za papu izabrani papa Pavao VI. Sudjelovao je na Drugom vatikanskom saboru od 1962. do 1965. godine. Uz kardinala Joséa Buena y Monreala, asistirao je kardinalu Paulu Zoungranu u davanju jedne od završnih poruka Vijeća, 8. prosinca 1965. godine.
Quintero je umro nakon duge bolesti u Caracasu, u dobi od 81 godine. Pokopan je u kapeli Gospe od Stupa u gradskoj katedrali u Caracasu. Predsjednik Venezuele Jaime Lusinchi je proglasio službeno tri dana žalosti nakon kardinalove smrti.
Za svoje geslo je imao Ne da bude služen, nego da služi (lat. Non ministrari sed ministrare).

## Vanjske poveznice
- (engl.) José Humberto Quintero Parra na catholic-hierarchy.org